# Tristan Lahaye
Tristan Lahaye (Juvisy-sur-Orge, 16 februari 1983) is een Franse voetbalspeler die sinds augustus 2009 uitkomt voor LB Châteauroux in de Franse tweede klasse. Hij speelt op de positie van rechterverdediger. Eerder kwam hij al uit voor AS Beauvais, SO Romorantin, FC Sète, Amiens SC en KV Kortrijk.